# Santa Rosalía, Comitán
Santa Rosalía är en ort i Mexiko.   Den ligger i kommunen Comitán Municipality och delstaten Chiapas, i den sydöstra delen av landet, 800 km öster om huvudstaden Mexico City. Santa Rosalía ligger 2 212 meter över havet och antalet invånare är 876.
Terrängen runt Santa Rosalía är huvudsakligen kuperad, men åt sydost är den platt. Runt Santa Rosalía är det ganska tätbefolkat, med 100 invånare per kvadratkilometer. Santa Rosalía är det största samhället i trakten. I omgivningarna runt Santa Rosalía växer i huvudsak städsegrön lövskog.